# Donelo do Douro
Donelo do Douro é uma aldeia da freguesia de Covas do Douro, concelho de Sabrosa, distrito de Vila Real.

## Características
Situada no "Coração do Douro" (zona de 25 Km que circunda o Pinhão), produz dos melhores vinhos generosos (habitualmente chamados de "vinho do Porto") e azeite de finíssima qualidade.
A sua actividade económica principal centra-se na agricultura, mas Donelo conta ainda com actividade industrial e comercial significativa: 2 empresas de produção de vinhos, 1 de terraplanagens e 1 de construção civil (muros de xisto). A nível da sua actividade comercial conta com três cafés (um com restaurante, um com [[mercearia. O fornecimento de pão, peixe e carne, é assegurado por vendedores ambulantes que abaste]]cem semanalmente a localidade.
A "Casa dos Pessanhas", a  "Casa da Escola Antiga", a "Igreja" e o lugar do "Peso", são algumas das suas principais referências de património arquitectónico.
Culturalmente destaca-se um grupo musical, Víctor Pica.A aldeia conta também com 1 escola de 1º Ciclo, 1 Jardim-de-Infância e um Centro Social com sala de espectáculos.
Do lugar "das Portas", podemos observar a maravilhosa paisagem do Douro(zona da Folgosa), bem como as encostas e localidades de Viseu que confinam com o rio.
A ligação a esta antiga aldeia pode ser feita por estradas secundárias, provenientes de Paços ou de S. Martinho de Anta (estrada nacional entre Sabrosa e Vila Real), ou ainda a partir do Pinhão. Existe uma estrada municipal que nos leva de Donelo até ao rio Douro (Estação de Caminhos de Ferro do Ferrão), onde existe um ancoradouro potenciador de prática de desportos aquáticos (motas de água, squi aquático, windsurf...) Neste percurso pode ser visitada, a meia encosta, a "Quinta Nova" e usufruir aí dos serviços de Turismo Rural e provas de vinhos que a mesma tem para oferecer.